# Those of the Unlight
Albums de Marduk
Dark Endless
(1992) Opus Nocturne
(1994)
Those of the Unlight est le deuxième album studio du groupe de black metal suédois Marduk. L'album est sorti en octobre 1993 sous le label Osmose Productions.
Contrairement à l'album précédent Dark Endless, celui-ci présente un black metal sans influences death metal. C'est le premier album à définir le genre propre au groupe.
C'est le premier album avec Joakim Göthberg au chant et B. War à la basse.

## Musiciens
- Joakim Göthberg – chant, batterie
- Morgan Steinmeyer Håkansson – guitare
- Magnus « Devo » Andersson – guitare
- B. War – basse

## Liste des morceaux
1. Darkness Breeds Immortality – 3:49
2. Those of the Unlight – 4:43
3. Wolves – 5:50
4. On Darkened Wings – 4:16
5. Burn My Coffin – 5:15
6. A Sculpture of the Night – 3:29
7. Echoes from the Past – 7:06
8. Stone Stands Its Silent Vigil – 3:03